# توماس ئی. براملت
توماس ایلوت براملت (Thomas Elliott Bramlette) (زادهٔ ۳ ژانویه ۱۸۱۷- درگذشتهٔ ۱۲ ژانویه ۱۸۷۵)، بیست و سومین فرماندار کنتاکی بود. در سال ۱۸۶۳ در این سمت انتخاب شد و این ایالت را از مراحل مؤخر جنگ داخلی تا آغاز بازسازی رهبری نمود. براملت در حین بروز جنگ، حرفه سیاسی نوید بخش خود را به‌تعویق انداخت و در ارتش اتحادیه نام‌نویسی کرد و پیاده‌نظام سوم کنتاکی را ایجاد و فرماندهی نمود. در سال ۱۸۶۲ توسط آبراهام لینکلن دادستان ناحیه‌ای کنتاکی تعیین شد.
یک‌سال بعد براملت نامزد دموکرات‌های اتحادیه برای پُست فرمانداری شد. دخالت ارتش اتحادیه در انتخابات پیروزی بزرگی به وی در مقابل رقیب‌اش چارلز. ای. ویکلیف بخشید. اما، در ظرف یک‌سال سیاست‌های فدرال چون استخدام سیاه‌پوستان کنتاکی در ارتش اتحادیه و تعلیق قرار احضار زندانی شهروندان کنتاکی سبب شد که براملت از حمایت دولت لینکلن دست برداشته و اعلام نماید که وی «با خونریزی ایالت را به ائتلاف تعمید» می‌دهد.
براملت پس از جنگ برای اکثریت اعضای پیشین کنفدراسیون در ایالت عفو عمومی صادر نمود. او با تصویب اصلاحیه‌های چهاردهم و پانزدهم و ایجاد دفتر آزادگان در کنتاکی مخالفت نمود. از جملهٔ دستاوردهای براملت که به جنگ و پیامدهای جنگ مربوط نمی‌شود، تقلیل بدهی ایالت و تأسیس کالج کشاورزی و مکانیکی کنتاکی (دانشگاه کنتاکی امروزی) است. براملت پس از پایان دورهٔ فرمانداریش، به وکالت حقوقی خود در لوئیزویل برگشت. براملت در ۱۲ ژانویه سال ۱۸۷۵ فوت نمود و در قبرستان تپه غار به خاک سپرده شد.

## اوایل زندگی
توماس ای. براملت در ۳ ژانویه سال ۱۸۱۷ در الیوتزکراس رودز واقع شهرستان کامبرلند (کلینتون فعلی) ایالت کنتاکی متولد شد. وی پسر سرهنگ امبروس و سارا (الیوت) براملت بود. پدرش دو دره در سنای کنتاکی و چندین دوره در مجلس نمایندگان کنتاکی خدمت نمود.
براملت حقوق خواند، در سال ۱۸۳۷ در سن ۲۰ به کانون وکلا پذیرفته شد و در لوئیزویل کنتاکی به وکالت شروع کرد. در ماه سپتامبر همان سال براملت با سالی تراویس همسر اولی‌اش ازدواج نمود. این زوج دو فرزند به‌نام‌های توماس و کورین داشتند.
حرفهٔ سیاسی براملت در سال ۱۸۴۱ زمانی آغاز گردید که نماینده شهرستان کلینتون در مجمع عمومی انتخاب شد. در سال ۱۸۴۸ براملت از طرف فرماندار جان جی. کریتندن دادستان ایالات مشترک‌المنافع تعیین شد. در سال ۱۸۵۰ به‌منظور ادامه وکالت حقوقی‌اش از این سمت استعفا کرد و در ۱۸۵۲ به کلمبیا در ایالت کنتاکی نقل مکان نمود. در سال ۱۸۵۳ نامزد حزب ویگ برای کرسی ناحیهٔ خود در مجلس نمایندگان بود اما توسط جیمز کریسمن دموکرات شکست خورد. در سال ۱۸۵۶ قاضی حوزه ششم قضائی کنتاکی انتخاب شد و مدت پنج سال با سربلندی و افتخار خدمت نمود.

## خدمت نظامی
براملت از قضاوت استعفا کرد و در ۷ اوت سال ۱۸۶۱ درجهٔ سرهنگی را در ارتش اتحادیه به‌دست‌آورد. براملت با نقض توافق‌نامه کنتاکی مبنی بر بی‌طرفی در جنگ داخلی، پیاده‌نظام سوم کنتاکی را ایجاد و فرماندهی نمود. در ۱۹ سپتامبر پیاده‌نظام سوم کنتاکی به‌خاطر ممانعت از برگزاری کنفرانس صلح که در ۲۱ سپتامبر برنامه‌ریزی شده بود و به‌منظور بازداشت سناتور جان. سی. برکینریج، به لکسینگتون سوق داده شد. تأخیر در رسیدن به محل، سبب شد که برکینریج قبل از دستگیری فرار نماید و مدت اندکی پس از آن به ارتش کنفدراسیون نام‌نویسی کرد.
براملت در ۱۳ ژوئیه سال ۱۸۶۲ در دچرد ایالت تنسی از خدمت در ارتش استعفا داد. برای پذیرش پیشنهاد رئیس‌جمهور آبراهام لینکلن مبنی بر تعیین وی به‌عنوان دادستان ناحیه‌ای ایالات متحده برای ایالت کنتاکی، به لوئیزویل برگشت. در جریان تصدی‌اش در این سمت قوانین دوران جنگ کنتاکی را علیه اعضای کنفدراسیون و طرفداران کنفدراسیون قاطعانه تنفیذ کرد.

## فرماندار کنتاکی
در سال ۱۸۶۳ دموکرات‌های اتحادیه، جاشوآ فرای بل را نامزد خود برای فرمانداری ایالت کنتاکی انتخاب نمودند، اما بل نسبت به آینده ایالت کنتاکی با اتحادیه خوشبین نبود و از نامزدی انصراف داد. کمیتهٔ مرکزی حزب، براملت را به‌جای بل انتخاب کرد و براملت درجهٔ سرتیپی در ارتش اتحادیه را به‌خاطر پیروزی در رقابت، رد کرد. در جریان انتخابات نیروهای اتحادیه، طرفداران رقیب براملت، فرماندار سابق چارلز. ای. ویکلیف، را ترسانده و به زندان انداختند. در نتیجه براملت با تفاوت تقریباً ۴ بر ۱ پیروز انتخابات شد. در جریان تصدی این سمت، براملت کرسی پیشنهادی در مجلس نمایندگان ایالات متحده و به همین‌گونه نامزدی کاندیدای دموکرات برای پُست معاونیت رئیس‌جمهور را در سال ۱۸۶۴ رد کرد.

### جنگ داخلی
براملت در ماه دسامبر سال ۱۸۶۳ در سخنرانی خود در مجمع عمومی اظهار کرد که ایالت سهمیه سربازان خود در ارتش اتحادیه را تکمیل نموده‌است. در ۴ ژانویه سال بعد اعلام نمود که طرفداران شورشی مسئول تمامی حملات جنگجویان چریکی یا پارتیزانی در ایالت خواهند بود و بر هر کسی‌که چریک‌ها را کمک نماید جریمه‌های سنگین و زندان تعیین شده‌است.
هرچند براملت به‌عنوان حامی وفادار جنبش اتحادیه فرمانداری را به‌عهده گرفت اما در ظرف یک‌سال اعلامیه‌ای را صادر کرد که وی «با خونریزی ایالت را به کنفدراسیون تعمید» خواهد داد. عقب‌نشینی براملت دلایل زیادی داشت. وی با تصمیم سرلشکر استیون باربریج مبنی بر نام‌نویسی سیاه‌پوستان کنتاکی به‌خاطر خدمت نظامی در نیروهای رنگهٔ ایالات متحده مخالفت ورزید و خواهان این شد که این اقدام صرف در صورتی انجام شود که کنتاکی نتواند سهمیه خود را برآورده نماید.
لینکلن به‌هدف نام‌نویسی سیاه‌پوستان کنتاکی در ارتش اتحادیه، در سال ۱۸۶۳ سرشماری ویژه‌ای را منظور کرد که نشان داد به تعداد ۱٬۶۵۰ مردان آزاد و ۴۰٬۰۰۰ مردان برده در سن نظامی قرار دارند. با ارایهٔ این رقم، در مارس ۱۸۶۴ براملت با بی‌میلی و اکراه به نام‌نویسی سیاه‌پوستان برای سربازی موافقت کرد، زیرا نام‌نویسی سفیدپوستان سهمیه را تکمیل کرده نتوانست. براملت این قید را گذاشت که رضایت مالکین برده‌ها باید گرفته شود و ۳۰۰ دلار برای مالکین داده شود. تا ماه آوریل علی‌رغم قید رضایت مالک و انگیزهٔ امید رهایی، مردان برده از ثبت نام برای سربازی فرار می‌کردند. این اقدام سبب موجی از خشونت‌ها در قبال کسانی شد که به‌دنبال نام‌نویسی برای سربازی بودند. با توجه به این حمله‌های پی در پی، طبق فرمان سرلشکر لورنزو توماس آجودان یا معاون ارتش اتحادیه، در ژوئن سال ۱۸۶۴ رضایت مالک دیگر نیاز بود.
وضعیت زمانی به وخامت گرائید که در ۵ ژٰوئیه سال ۱۸۶۴ رئیس‌جمهور آبراهام لینکلن حکم احضار زندانی را برای شهروندان ایالات مشترک‌المنافع به تعلیق درآورد. باربریج پیوسته شهروندان کنتاکی را به مداخله در انتخابات سال ۱۸۶۴ و اخراج نائب فرماندار، ریجارد تیلور جاکوب، تهدید می‌کرد. در حین انعقاد مجدد مجمع عمومی در ژانویه سال ۱۸۶۵، براملت به مخالفت خود با فنون جنگی اتحادیه ادامه داد. با این‌حال، وی بر تصویب اصلاحیهٔ سیزدهم اصرار داشت و مدعی بود که نهاد برده‌داری «به‌طور برگشت‌ناپذیری محکوم به فنا است».

### دورهٔ بازسازی
علی‌رغم اختلافات‌اش با دولت لینکلن، براملت به‌مجرد دریافت خبر ترور لینکلن یک روز روزه و دعا اعلام کرد. مجمع عمومی از اندرو جانسون رئیس‌جمهور جدید درخواست نمود تا به حکومت نظامی در ایالت پایان دهد. اما تنش حکومت‌های ایالتی و فدرال پابرجای ماند. براملت اعلان کرد که هر «شهروند مرد سفیدپوست» بیست و یک ساله که حداقل به مدت دو سال در ایالات مشترک‌المنافع اقامت نموده باشد، واجد شرایط رأی‌دهی است. تحت تأثیر اقدامات فرماندار دموکرات، کنتاکی کنترل هر دو مجلس مجمع عمومی و پنج کرسی از نُه کرسی خود در کنگره را به دموکرات‌ها واگذار کرد. رئیس‌جمهور جانسون با دریافت این پیام، به حکومت نظامی پایان داد و حکم احضار زندانی را اعاده نمود.
در حین انعقاد مجمع عمومی در دسامبر سال ۱۸۶۵، براملت با صدور فرمان عفو برای اکثریت اعضای سابق کنفدراسیون، در تلاش احیای توازن در ایالت بود. براملت و اکثریت مطلق مجمع عمومی با تصویب اصلاحیه‌های چهاردهم و پانزدهم مخالف کردند و براملت بر ایجاد دفتر آزادگان در ایالات مشترک‌المنافع اعتراض نمود.
براملت بر دستاوردهایش که مرتبط با جنگ نبود از جمله تقلیل بدهی ایالت و تأسیس کالج کشاورزی و مکانیکی (که بعداً به‌نام دانشگاه کنتاکی تغییر نام یافت)، بسیار افتخار می‌کرد. از ساخت و ساز شاهراه‌های حلقوی که توسط اوراق قرضهٔ دولتی تأمین مالی می‌شد و توسعه منابع طبیعی حمایت نمود و به‌منظور به‌دست آوردن نیروی کار کافی برای کارهای نوسازی، مهاجرت را تشویق نمود.

## اواخر زندگی و مرگ
براملت پس از دورهٔ فرمانداریش، کمپین ناموفقی را براه انداخت تا در سنای ایالات متحده سناتور شود. دو سال پس از فوت خانم اولی‌اش، در سال ۱۸۷۴ با مری ای. گراهام آدامز ازدواج کرد. به وکالت خود در لوئیزویل برگشت و پشتیبان تعداد زیادی از سازمان‌های خیریه شد.
براملت پس از یک بیماری کوتاه در ۱۲ ژوئیه سال ۱۸۷۵ درگذشت. در قبرستان تپه غار در لوئیزویل دفن شده‌است.

## کتابشناسی
- Allen, William B. (1872). A History of Kentucky: Embracing Gleanings, Reminiscences, Antiquities, Natural Curiosities, Statistics, and Biographical Sketches of Pioneers, Soldiers, Jurists, Lawyers, Statesmen, Divines, Mechanics, Farmers, Merchants, and Other Leading Men, of All Occupations and Pursuits. Bradley & Gilbert. Retrieved 2008-11-10.
- The Encyclopedia of Kentucky. New York City, New York: Somerset Publishers. 1987. ISBN 0-403-09981-1.
- Harrison, Lowell H. (1992).  Kleber, John E. (ed.). The Kentucky Encyclopedia. Associate editors: Thomas D. Clark, Lowell H. Harrison, and James C. Klotter. Lexington, Kentucky: The University Press of Kentucky. ISBN 0-8131-1772-0.
- "Kentucky Governor Thomas Elliott Bramlette". National Governors Association. Retrieved 2012-04-03.
- "Kentucky's Governors: 1851 – 1879". Kentucky Department of Libraries and Archives. Archived from the original on 2011-05-28. Retrieved 2007-05-06.
- Powell, Robert A. (1976). Kentucky Governors. Danville, Kentucky: Bluegrass Printing Company. OCLC 2690774.
- Rawley, James A. (1989). Turning Points in the Civil War. Lincoln University of Nebraska Press. ISBN 978-0-8032-8935-2.
- Trowbridge, John M. "Kentucky's Military Governors". Kentucky National Guard History e-Museum. Kentucky National Guard. Archived from the original on 2010-05-27. Retrieved 2010-04-23.
- Webb, Ross A. (2004).  Lowell H. Harrison (ed.). Kentucky's Governors. Lexington, Kentucky: The University Press of Kentucky. ISBN 0-8131-2326-7.